# Google IME
Google IME è un set di strumenti di digitazione (editor dei metodi di input) di Google per 22 lingue, tra cui amarico, arabo, bengalese, cinese, greco, gujarātī, hindī, giapponese, kannaḍa, malayālaṃ, marāṭhi, nepalese, persiano, punjabi, russo, sanscrito, serbo, tamil, telugu, tigrino e urdu. È una tastiera virtuale che consente agli utenti di digitare il testo della lingua locale direttamente in qualsiasi applicazione senza il fastidio di copiare e incollare.

## Descrizione
Il servizio di Google per le lingue Indic era precedentemente disponibile come editor di testo online, denominato Google Indic Transliteration. Sono state aggiunte altre funzionalità di traslitterazione delle lingue (oltre alle sole lingue Indiche) ed è stata rinominata semplicemente traslitterazione di Google. Più tardi, a causa del suo costante aumento di popolarità, è stato rilasciato come Google Transliteration IME per l'utilizzo offline nel dicembre 2009.
Funziona su un approccio di traslitterazione fonetica basato su dizionario, il che significa che qualunque cosa tu digiti in caratteri latini, abbina i caratteri con il suo dizionario e li traslitterà. Fornisce inoltre suggerimenti per la corrispondenza delle parole.